# Potamogeton schreberi
Potamogeton schreberi är en nateväxtart som beskrevs av G. Fisch. Potamogeton schreberi ingår i släktet natar, och familjen nateväxter. Inga underarter finns listade.